# Miloševići, Plužine
Miloševići este un sat din comuna Plužine, Muntenegru. Conform datelor de la recensământul din 2003, localitatea are 112 locuitori (la recensământul din 1991 erau 180 de locuitori).

## Demografie
În satul Miloševići locuiesc 95 de persoane adulte, iar vârsta medie a populației este de 47,8 de ani (42,3 la bărbați și 52,0 la femei). În localitate sunt 42 de gospodării, iar numărul mediu de membri în gospodărie este de 2,67.
Populația localității este foarte eterogenă.
|  |

| Demografie | Demografie | Demografie |
| An         | Locuitori  | Locuitori  |
| ---------- | ---------- | ---------- |
|            |            |            |
|            |            |            |
|            |            |            |
|            |            |            |
| 1948       | 310        |            |
| 1953       | 328        |            |
| 1961       | 429        |            |
| 1971       | 357        |            |
| 1981       | 263        |            |
| 1991       | 180        | 176        |
| 2003       | 112        | 112        |

| \| Componența etnică conform recensământului din 2003[2] \| Componența etnică conform recensământului din 2003[2] \| Componența etnică conform recensământului din 2003[2] \| Componența etnică conform recensământului din 2003[2] \| Componența etnică conform recensământului din 2003[2] \| \| ----------------------------------------------------- \| ----------------------------------------------------- \| ----------------------------------------------------- \| ----------------------------------------------------- \| ----------------------------------------------------- \| \| \| \| \| \| \| \| Sârbi \| Sârbi \| \| 69 \| 61,6% \| \| Muntenegreni \| Muntenegreni \| \| 40 \| 35,71% \| \| necunoscută \| necunoscută \| \| 0 \| 0% \| |              |  |    |        |
| Componența etnică conform recensământului din 2003 |              |  |    |        |
| |              |  |    |        |
| Sârbi | Sârbi        |  | 69 | 61,6%  |
| Muntenegreni | Muntenegreni |  | 40 | 35,71% |
| necunoscută | necunoscută  |  | 0  | 0%     |